# Ddakji

Come creare i ddakji usando due fogli di forma quadrata.

Il ddakji (딱지?, ttakjiLR, ttakchiMR), in alcuni dialetti chiamato ttaegi (때기?), ttangji (땅지?), ppachi (빠치?) o pyo (표?), è un giocattolo tradizionale coreano utilizzato per giocare a vari giochi chiamati ddakji chigi (딱지치기?, ttakji chigiLR, ttakchi ch'igiMR). Di solito sono fatti di carta e vengono lanciati in qualche modo durante le partite.
La variante del gioco in cui si lancia il ddakji, Neomgyeomeokgi, è particolarmente popolare e ha persino raggiunto una certa popolarità a livello internazionale, soprattutto grazie alla sua presenza nella popolare serie televisiva del 2021 Squid Game, dove viene utilizzata dal reclutatore nello show.
Il gioco esiste almeno dal periodo Joseon (1392-1897), ed è giocato sia in Corea del Nord che in Corea del Sud. In Corea del Sud, era particolarmente popolare tra i bambini delle scuole alla fine del XX secolo. Ddakji rotondi pre-costruiti con personaggi dei cartoni animati stampati su di essi venivano scambiati e collezionati tra i giocatori.

## Descrizione
I Ddakji sono solitamente realizzati piegando carta spessa in una forma quadrata, rettangolare o rotonda. Possono essere realizzati con vari materiali, spesso utilizzando materiali usa e getta e pieghevoli disponibili immediatamente per i giocatori. Possono essere decorati con vari disegni, o essere piegati da carta già stampata con motivi. I Ddakji particolarmente grandi possono essere soprannominati "wang ddakji" (왕딱지?).
Le varie proprietà dei ddakji, in particolare la loro forma, spessore e peso, determinano proprietà differenti nei vari giochi di ddakji chigi possibili. I giocatori utilizzano tecniche di lancio alternative in base a queste caratteristiche, e creano i propri ddakji per migliorarne certe proprietà.

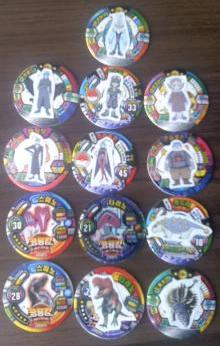
Ddakji con personaggi del franchise mediatico Dinosaur King.

In Corea del Sud, talvolta vengono venduti anche ddakji pronti. Dal 1970 al 1990, erano popolari i ddakji rotondi con personaggi dei cartoni animati stampati sopra. Alcuni ddakji sono realizzati in plastica o metallo, e quindi non possono essere facilmente creati dai giocatori stessi. I giocatori possono accordarsi per cedere i ddakji se perdono una partita giocata con essi; se tali ddakji sono stati acquistati, ciò aggiunge una dimensione economica alla perdita del gioco, creando maggiore suspense.

## Storia
Il gioco è attestato in un periodo compreso tra il 1392 e il 1897, durante il periodo Joseon. La carta era scarsa durante quel periodo, quindi i ddakji venivano realizzati con qualsiasi materiale simile alla carta fosse disponibile. Durante il periodo coloniale giapponese dal 1910 al 1945, il gioco era praticato e alcuni ddakji raffiguravano soldati giapponesi. Dopo la liberazione della Corea, la carta divenne sempre più disponibile al grande pubblico e la pratica di piegare i ddakji si consolidò. Si dice che il leader nordcoreano Kim Jong Il fosse un fan del gioco e ne incoraggiò il gioco nel Nord.